# Petre Coman
Petre Coman (ur. 8 czerwca 1944 w Fântânie) – rumuński zapaśnik walczący w stylu wolnym. Trzykrotny olimpijczyk. Piąty w Meksyku 1968; szósty w Monachium 1972 i odpadł w eliminacjach w Montrealu 1976. Walczył w kategorii 62 – 63 kg.
Piąty na mistrzostwach świata w 1975. Zdobył siedem medali na mistrzostwach Europy w latach 1967 – 1976 roku.